# Варлаам (Успенский)
Архиепископ Варлаам (в миру Василий Иванович Успенский; 1801, Ухолово, Рязанская губерния — 31 марта 1876, Белгород, Курская губерния) — епископ Русской православной церкви, архиепископ Тобольский и Сибирский, духовный писатель, астроном.

## Биография
Родился в 1801 году в селе Ухолове Ряжского уезда Рязанской губернии в семье священника.
Окончил Рязанскую духовную семинарию (1824) и поступил в Московскую духовную академию.
6 ноября 1827 года пострижен в монашество.
11 декабря того же года рукоположен во иеродиакона; 28 июля 1828 года — во иеромонаха.
31 августа 1828 года окончил академию со степенью магистра и назначен инспектором Вифанской духовной семинарии.
С 17 января 1833 года — ректор Тульской духовной семинарии; 12 февраля того же года возведен в сан архимандрита Белёвского Спасо-Преображенского монастыря.
С 10 марта 1834 года — ректор Воронежской духовной семинарии и архимандрит Акатова Алексеевского монастыря в г. Воронеже.
С 4 мая 1837 года — ректор Курской духовной семинарии и архимандрит Белгородского Николаевского монастыря.
Проявил себя энергичным следователем по делу профессора Санкт-Петербургской духовной академии, протоиерея Г. П. Павского, в отношении перевода Псалтири на русский язык. Он не согласился с мнением Комитета по расследованию и высказал своё особое мнение.
31 января 1843 года хиротонисан во епископа Чигиринского, викария Киевской епархии.
С 30 июня 1845 года — епископ Архангельский и Холмогорский.
Основное внимание он уделил миссионерской и церковно-просветительской деятельности на Севере. По инициативе епископа Варлаама в епархии было построено 25 новых храмов, в основном в карельских и лопарских землях.
Создал Комитет для составления историко-статистического описания епархии, в который привлек преподавателей духовной еминарии и местное духовенство; комитет собрал коллекцию древних рукописей и документов.
Поддерживал развитие северных монастырей. В 1848 году Николо-Корельский монастырь был переведен под непосредственное управление епископа. В 1851 году преосвященный Варлаам благословил иеромонаха Митрофана и его брата строителя Пармения на возобновление Кожеезерского Богоявленского мужского монастыря в Архангельской губернии, упразднённого в 1764 году.
В 1854 года при епархиальном управлении была основана миссия для просветительской деятельности среди иноверцев и старообрядцев Кемского, Онежского и Архангельского уездов.
Во время Крымской войны епископ Варлаам обвинил архангельского военного губернатора Р. П. Бойля, англичанина по происхождению, в неблагонадёжности, в непринятии мер по охране беломорских монастырей и приходов от нападений вражеской эскадры. Обвиненный, в свою очередь, Бойлем в «сеянии панических настроений» в епархии, епископ Варлаам был вызван в Санкт-Петербург для расследования. Только после вмешательства императора Николая I архиерей был признан невиновным.
С 4 декабря 1854 года — епископ Пензенский и Саранский.
22 апреля 1860 года возведён в сан архиепископа.
С 7 октября 1862 года — архиепископ Тобольский и Сибирский.
Преосвященный Варлаам как добрый отец заботился о своей пастве и подведомственном духовенстве. Он с особой любовью относился к сиротам духовного звания и всегда старался закрепить за ними церковно-приходские места.
Не оставлял без внимания архипастырь и дело просвещения в епархии. В Тобольске он пожертвовал на женское училище определенную сумму. На проценты от этой суммы были учреждены две стипендии его имени.
12 апреля 1872 года уволен на покой в Троицкий Белгородский монастырь «без прошения», так как вступил в конфликт с Синодом по вопросу о сокращении причтовых штатов: предлагалось уменьшить число причтовых служителей, за счет чего оставшимся увеличить жалованье.
Скончался 31 марта 1876 года. Погребён под Троицким собором Белгорода.